# Nehéz istennek lenni (regény)
A Nehéz istennek lenni (oroszul: Трудно быть богом) Arkagyij és Borisz Sztrugackij szovjet (orosz) író 1964-ben megjelent tudományos-fantasztikus regénye, amely a 22. században játszódik. A Delelő Univerzum 4. része.
Magyarországon először a Kossuth Kiadónál jelent meg 1971-ben, majd az Európa Könyvkiadó adta ki 2010-ben, a Galaktika Fantasztikus Könyvek sorozatban 2020-ban jelent meg.

## Előzmények
1962-ben a szerzők eredeti koncepciója az volt, hogy A három testőr szellemében írjanak egy mókás kalandtörténetet. Miközben a testvérek a Menekülési kísérletet írták, ott megemlítenek egy karaktert, aki egy másik bolygón (Tagore) beépített emberként dolgozik. Ezután a tervezett regény a Hetedik mennyország címet kapta, majd a cselekmény kidolgozásakor A megfigyelőnek nevezték el. Az 1962-es Manyezs-ügy visszahatása arra késztette a szerzőket, hogy újragondolják a regény hangját. Hirtelen ellenreakció támadt az absztrakt művészet bármely formája ellen, és ez a Moszkvai Írói Szervezet 1963. márciusi ülésén ütötte fel a fejét, amikor vita tört ki a szovjet tudományos-fantasztikus irodalom túlságosan elvont irányáról. A találkozás után a testvérek a regényt „a középkor sötétségébe került értelmiség sorsáról szóló történetté” változtatták, és 1963 júniusában fejezték be az írást. A kézirat más írókkal és szerkesztőkkel való megosztása során sok változtatást eszközöltek, többek között Ivan Jefremov javaslatát is elfogadták, hogy don Rebija nevét változtassák don Rebára, mert túlságosan nyilvánvaló anagramma volt Berijára. Nem ütköztek cenzúraproblémákba, de a regény megjelenése után néhány írótársuk absztrakcionizmussal, szürrealizmussal és pornográfiával vádolta meg a könyvet, de Jefremov közölt egy cikket (A jövő milliárd oldala), amelyben megvédte a regényt ezektől az állításoktól.

## Történet
|  | Alább a cselekmény részletei következnek! |

A történet 2153 és 2156 között játszódik a Földhöz hasonló Arkanar bolygón. A társadalom a földi késő középkornak megfelelő feudális fejlettségi szinten van, az udvari intrikák, viszályok és árulások időszakában. Progresszorok (tudósok, történészek) érkeznek Arkanarba, hogy megvizsgálják ennek a kultúrának a fejlődését, de a kutatás objektivitásának részeként igyekeznek elkerülni az események alakulásába való jelentős beavatkozást.
Anton történész don Rumata néven magas rangú nemesként éli az életét. Problémái vannak a „be nem avatkozással”, hogy beilleszkedjen egy olyan társadalomba, ahol a mindennapokban cselszövéseknek és korrupciónak a tanúja, ahol a szürkék (a Trónvédelmi Minisztérium őrei) a törvények felett állnak. A hatalmas don Reba főminiszter totális hatalomra tör, a csatlósaival pusztítja az írástudókat. Bár Rumata szinte isten a középkori emberek között, mégsem teheti azt, amit akar. Mesterien tud bánni a karddal, de nem öl meg senkit, mert ezzel visszaélne a helyzetével, és így befolyásolhatná az események menetét. Rumata megpróbálja megmenteni a legtehetségesebb költőket, írókat, orvosokat és tudósokat, külföldre csempészi őket a szomszédos országokba. Reba rendszere azonban meggyilkolja vagy megtöri a legtöbb arkanari barátját. Rumata megpróbálja meggyőzni progresszor-társait, hogy aktívabb beavatkozásra van szükség. Azonban don Gug és don Kondor úgy érzi, hogy barátjuk túlságosan belekeveredett a helyi ügyekbe, és nem tudja objektíven látni a történelmi perspektívát. Emlékeztetik a bolygó történelmébe való túlzottan aktív beavatkozás veszélyeire. Rumata nincs meggyőzve, de nem marad más választása, beleegyezik, hogy folytatja a munkáját.
Visszatérve a városba, Rumata információkat gyűjt, többeket felkeres, köztük Görbe Mérleget, a helyi szervezett bűnözés fejét. Részt vesz egy összejövetelen is, amelyet don Reba szeretője, dona Okana szervez, aki a pletykák szerint a főminiszter bizalmasa. Rumata abban reménykedik, hogy elcsábítja, és információkat szerez tőle, de nem tudja leplezni a nő higiéniai igénytelensége miatti undorát, és otthagyja a felkínálkozó asszonyt. Rumata szerelme, egy Kira nevű fiatal közember, aki nem bírja tovább a fasiszta Arkanar brutalitását és borzalmait, azt kéri, hogy Rumata házában maradhasson. A férfi örömmel beleegyezik, és megígéri, hogy végül magával viszi egy messzi, csodálatos helyre, ami alatt a Földet érti. Reba váratlanul elrendeli dona Okana kínzását és kivégzését. Rumata – szembesülve – szerelmi játékának szörnyű következményeivel – részeg kábulatba esik. Ezután a király előtt nyíltan megvádolja don Rebát, hogy elraboltatott egy híres orvost, akit ő (Rumata) hívott meg a király betegségeinek kezelésére. A főminiszter megsejthette előre a támadást, és felkészült rá. Don Reba bocsánatot kér, miután bevallotta, hogy ő raboltatta el Budah doktort, attól tartva, hogy a férfira nem bízhatják a király életét, előtte ellenőriztette a tudós kilétét és korábbi munkásságát. Ezután előhívat egy orvost, akit Budah néven mutat be, és aki elkezdi az uralkodó kezelését.
Másnap este Rumata a királyi herceg, a trón egyetlen örököse ágyasháza előtt teljesít őrszolgálatot. Váratlanul don Reba több tucat embere támadja meg, és miközben az életéért küzd, szemtanúja lesz a herceg és környezete meggyilkolásának. Szerzetesek mészárolják le őket, a Szent Rend, egy militarista vallási szekta tagjai. Hosszú küzdelem után Rumatát is legyőzi a nagy túlerő, majd sebesülten don Reba elé állítják. A főminiszter elárulja, hogy egy ideje figyelteti Rumatát – sőt, azt állítja, hogy névbitorló – az igazi Rumata már régen meghalt. Don Reba azonban érzi, hogy a férfi mögött valami természetfeletti erő rejtőzhet. Az aranya hihetetlenül jó minőségű, kardvívó stílusa pedig félelmetes, legyőzhetetlen. Ennek ellenére Arkanarban soha nem ölt meg egyetlen embert sem, annak ellenére, hogy számos párbajt vívott. Don Reba ösztönösen érzi, hogy Rumata megölése megtorláshoz vezethet a feltételezett démoni szövetségesek részéről, ezért megpróbál szerződést kötni vele.
Beszélgetésük során a földi megfigyelő végre megérti Reba összeesküvésének nagyságát. A bemutatott orvos nem Budah volt. A csalónak a királyi kuruzsló pozícióját ígérték, majd utasították, hogy adjon a királynak egy olyan főzetet, amely valójában méreg. A király meghalt, az orvost pedig kivégezték a király meggyilkolása miatt. Mivel Rumata ajánlotta az orvost a király gyógykezelésére, ő is gyanúba keveredett. Ezzel egy időben a Görbe Mérleg bűnözői csoportja, akiket Don Reba titokban biztatott, elkezdi kifosztani a várost.
Don Reba ezután behívja a Szent Rend hadseregét, amely gyorsan megsemmisíti vagy fogságba ejti a bűnözők és a szürke gárdisták nagy részét, minimális veszteségekkel elfoglalja a védtelen várost. Reba, a Szent Rend magisztere lesz az új államfő, valamint Arkanar püspöke és kormányzója. A megdöbbent és feldühödött Rumata továbbra is tartja magát, és látszólagos kiegyezést arra használja fel, hogy kimentse a börtönből az igazi Budah doktort és Pampa bárót. Körülötte Arkanar behódol a Szent Rendnek. Miközben utolsó barátai és szövetségesei meghalnak és szenvednek a zűrzavarban, Rumata sietve intézkedik, hogy meggyorsítsa Budah távozását.
Budah sikeresen átlépi a határt és megmenekül. Rumata azt tervezi, hogy Kirával a Földre szökik. Egy kóbor katonai egység el akarja fogja Kirát, amikor azt hiszik, hogy Rumata nincs otthon. A zűrzavarban egy számszeríjász halálosan megsebesíti a lányt, aki Rumata karjaiban hal meg. Miközben a katonák betörik a bejárati ajtót, Rumata a bánattól megőrülve kioldja a kardját, és várja őket.
|  | Itt a vége a cselekmény részletezésének! |

## Szereplők
- Rumata, magas rangú nemesúr
- don Reba főminiszter
- Budah, orvos
- Kira, fiatal arkanari leány
- don Kondor, idős tapasztalt megfigyelő
- don Gug
- Arkanar királya
- dona Okana, don Reba szeretője
- Uno, Rumata szolgája
- Görbe Mérleg, a szervezett bűnözés vezetője
- Pampa báró, Rumata barátja
- Arata, a lázadó

## Megjelenések
Oroszországban 1997 októberéig 2 600 000 példányban jelent meg (nem számítva a szovjet időkben idegen nyelven és a szovjet népek nyelvén megjelent kiadásokat).
2012-ig 21 országban 49 kiadásban jelent meg, többek között Németországban (8 kiadás), Bulgáriában (5), Spanyolországban (5), Franciaországban (4),  Csehországban (3).

### Magyarul
- Nehéz istennek lenni / A hétfő szombaton kezdődik (2 regény, Kossuth Kiadó, Budapest, 1971, fordította: Gellért György, illusztrálta: Würtz Ádám)
- Nehéz istennek lenni (Európa Könyvkiadó, Budapest, 2010, fordította: Gellért György)
- Nehéz istennek lenni (Metropolis Media, Budapest, 2020, fordította: Gellért György)[5]

## Adaptációk

### Filmfeldolgozások
- Nehéz istennek lenni (1989):[6] Peter Fleischmann rendezte német-szovjet-francia koprodukcióban, és 1990-ben került a mozikba.
- Nehéz istennek lenni (2013): Alekszej German készítette 2000 és 2006 között, majd halála után German felesége és a fiuk, ifj. Alekszej German fejezte be, majd 2013-ban mutatták be.[7]

### Számítógépes játékok
- Трудно быть богом (Hard to be a God): Egy szerepjáték, amely két évvel a könyv cselekményének vége után játszódik.

## Fordítás
- Ez a szócikk részben vagy egészben  a   Hard to Be a God című angol Wikipédia-szócikk ezen változatának fordításán alapul.  Az eredeti cikk szerkesztőit annak laptörténete sorolja fel. Ez a jelzés csupán a megfogalmazás eredetét és a szerzői jogokat jelzi, nem szolgál a cikkben szereplő információk forrásmegjelöléseként.